# Art of Fighting
Art Of Fighting conegut al Japó com Ryūkō no Ken, "Punys del Drac-Tigre") és una trilogia de videojocs de lluita llançat al mercat a principis dels anys 1990 per la companyia japonesa SNK, seguint la tendència a l'alça de les sagues de videojocs de lluita, com Street Fighter II. L'Art of Fighting original va ser llançat el 1992, seguit de dos videojocs més en la saga Art of Fighting II el 1994 i Art of Fighting III el 1996.
Igual que ocorreria amb un altre dels títols d'igual gènere procedents de la mateixa companyia, Fatal Fury (1991), Art of Fighting establiria una nova saga, seguida per milers d'afeccionats en tot el món.
Incorporava elements que ho diferenciaven del títol estrella de Capcom:
- A nivell de disseny presentava una manera de joc basat en una història més complexa i que relacionava a tots els personatges.
- A nivell de metodologia de joc afegia una nova barra d'energia (una espècie de ki), a més de la barra de vida del personatge, amb el que es limitava l'ús de colps especials, només mentre el personatge tinguera aquesta barra disponible (es podia recarregar).
- A nivell tècnic afegia un sistema d'enquadrament de l'acció, de tal forma que permetia veure de prop als personatges quan tenien contacte cos a cos, mitjançant un efecte d'escalat (o zoom). Cap destacar l'enorme grandària dels personatges, que ocupaven tota la pantalla.
- Fou el primer cartutx de NeoGeo que arribà la simbòlica xifra de 100 Mbits (tenia 102 Mb), alguna cosa mai vist en cap altre joc fins a la data.

També existeix una pel·lícula anime basada en aquesta saga. En ella la germana de Ryo Sakazaki és segrestada per una banda criminal, liderada per Mr. Big, que creu que Ryo i Robert Garcia tenen en el seu poder un diamant que els delinqüents han robat. Els dos hauran de trobar la joia per a poder salvar a la xica.

## Argument
Els jocs segueixen la lluita dels estudiants de Kyokugen Karate Dojo, Ryo Sakazaki i Robert Garcia, en el que sembla finals dels 80, Ryo és el fill del creador de la disciplina de Karate "Kyokugen", Takuma Sakazaki, i Robert és el fill esgarriat d'una família multimilionària d'Itàlia. Els dos jocs inicials es desenvolupen a South Town, un lloc comú en els jocs de SNK que també és l'escenari de la sèrie Fatal Fury, mentre que el tercer sembla tenir lloc en una àrea fictícia de Mèxic.
La trama de Art of Fighting al·ludeix a Fatal Fury. Art of Fighting 2, per exemple, documenta l'ascens de Geese Howard, un personatge de Fatal Fury, de Comissionat de Policia corrupte al Senyor del Crim de Southtown. Es diu que Takuma és contemporani de Jeff Bogard, pare adoptiu dels herois principals de Fatal Fury, Terry i Andy Bogard; L'assassinat de Jeff Bogard a les mans de Geese Howard desencadena els esdeveniments de la sèrie Fatal Fury.

### Continuïtat de la sèrie
La sèrie Art of Fighting originalment va servir com precuela de la sèrie Fatal Fury, que va tenir lloc a finalitats dels anys vuitanta i principis dels noranta. Això es reflecteix en les dates de naixement oficials dels personatges en la sèrie i les edats determinades en cada joc. Això es fa encara més obvi amb l'aparició d'un jove Geese Howard en Art of Fighting 2. En el joc d'Hyper Neo-Geo 64 Buriki One i la versió PlayStation de Fatal Fury: Wild Ambition presenten a un Ryo més vell d'avui dia adoptant l'antiga identitat del seu pare Mr. Karate. Mentre que la sèrie The King of Fighters presenta personatges de Art of Fighting i al·ludeix als esdeveniments que ocorren en els jocs, segueix una continuïtat completament diferent de la dels jocs reals de Art of Fighting i Fatal Fury. Això es va fer perquè els personatges de Art of Fighting poguessin lluitar al costat de l'elenc de Fatal Fury i altres personatges sense envellir-los; no obstant això, continua mantenint les històries existents dels altres jocs.